# Алиев, Рамиль (1986)
Рамиль Алиев (азерб. Ramil Əliyev; 21 июня 1986, Брест, Белорусская ССР, СССР) — азербайджанский футболист, тренер, самый молодой специалист Азербайджана дебютировавший в Премьер Лиге Азербайджана (20 лет).

## Жизнь
Рамиль Алиев родился 21 июня 1986 году в город Брест, Белорусская ССР, СССР.

## Карьеру

### Футболист
Выступал в чемпионате Азербайджана в сезоне 2004—2005 в команде ЦСКА Баку, но в связи с полученной травмой быстро закончил карьеру.

### Тренер
Рамиль Алиев вошёл в историю Азербайджана как самый молодой специалист, дебютировавший в Премьер-лиге Азербайджана. Дебют 25 марта 2006 году МОИК (Баку) — Олимпик (Баку) 0:2.
Рамиль Алиев имеет лицензию UEFA A.

## Достижения
- ЦСКА
  - Чемпионат Азербайджана 1 дивизион
    - 2-е место 2007—2008, 2009—2010 (выход в Премьер Лигу Азербайджана)
- Обладатель Кубка имени Гейдара Алиева 2017

- Ряван
  - Азербайджан 1 дивизион
    - 3-е место 2014—2015 (выход в Премьер Лигу Азербайджана)